# Tarbucka
Tarbucka este o arie protejată (arie specială de conservare — SAC, sit de importanță comunitară — SCI) din Slovacia întinsă pe o suprafață de 171,51 ha, integral pe uscat.

## Localizare
Centrul sitului Tarbucka este situat la coordonatele 48°22′16″N 21°47′08″E / 48.37109°N 21.785456°E.

## Înființare
Situl Tarbucka a fost declarat sit de importanță comunitară în aprilie 2004 pentru a proteja 2 specii de plante și 28 de specii de animale. Situl a fost protejat și ca arie specială de conservare în martie 2004.

## Biodiversitate
Situată în ecoregiunea panonică, aria protejată conține 6 habitate naturale: Pajiști panonice carstice (Stipo-Festucetalia pallentis), Pajiști uscate seminaturale și facies de acoperire cu tufișuri pe substraturi calcaroase (Festuco-Brometalia) (* situri importante pentru orhidee), Lacuri eutrofice naturale cu vegetație de tip Magnopotamion sau Hydrocharition, Stepe panonice nisipoase, Tufărișuri subcontinentale peripanonice, Pajiști stepice subpanonice.
La baza desemnării sitului se află mai multe specii protejate:
- plante (2): Iris aphylla subsp. hungarica, Pulsatilla pratensis subsp. hungarica
- păsări (24): lăcar mare (Acrocephalus arundinaceus), lăcar-de-rogoz (Acrocephalus schoenobaenus), rață pitică (Anas crecca), fâsă-de-câmp (Anthus campestris), stârc roșu (Ardea purpurea), rață-cu-cap-castaniu (Aythya ferina), rața moțată (Aythya fuligula), buhai de baltă (Botaurus stellaris), șerpar (Circaetus gallicus), lebădă de vară (Cygnus olor), egretă albă (Egretta alba), egretă mică (Egretta garzetta), presură sură (Emberiza calandra), presură de stuf (Emberiza schoeniclus), lișiță (Fulica atra), stârc pitic (Ixobrychus minutus), grelușel-de-zăvoi (Locustella luscinioides), stârc de noapte (Nycticorax nycticorax), pietrar sur (Oenanthe oenanthe), ciuf-pitic (Otus scops), corcodel mare (Podiceps cristatus), lăstun de mal (Riparia riparia), mărăcinar negru (Saxicola torquatus), corcodel mic (Tachybaptus ruficollis)
- amfibieni (1): buhai de baltă cu burta roșie (Bombina bombina)
- nevertebrate (2): rădașcă (Lucanus cervus), fluturele purpuriu (Lycaena dispar)
- reptile (1): țestoasa de baltă (Emys orbicularis)

Pe lângă speciile protejate, pe teritoriul sitului au mai fost identificate 18 specii de plante, 9 specii de amfibieni, 7 specii de mamifere, 2 specii de nevertebrate, 4 specii de reptile.